# Jaime Spengler
Jaime Spengler (Gaspar, 6 september 1960) is een Braziliaans geestelijke en aartsbisschop van de Rooms-Katholieke Kerk. 
Sinds 2013 is Spengler aartsbisschop van Porto Alegre. Sinds 2023 is hij tevens voorzitter van de Braziliaanse bisschoppenconferentie (CNBB) en voorzitter van de Latijns-Amerikaanse bisschoppenconferentie (CELAM). Hij is lid van de franciscanen. 
Op 6 oktober 2024 kondigde paus Paus Franciscus aan dat Spengler tijdens het consistorie op 7 december 2024 tot kardinaal gecreëerd zal worden.

## Kerkelijke carrière

### Vroege leven en studie
Spengler werd in 1981 postulant bij de franciscanen in Guaratinguetá en was novice in Rodeio. Op 20 januari 1982 legde hij de tijdelijke eerste geloften af en op 8 december 1985 legde hij de eeuwige geloften af.
Spengler volgde een studie in filosofie aan het São Boaventura instituut in Campo Largo, en in theologie aan het Franciscaanse Theologische instituut in Petrópolis (1986-1987) en vervolgens aan het Theologisch instituut van Jeruzalem (1987-1990), waar hij een licentiaat in het canoniek recht behaalde. Hij ontving op 17 november 1990 de priesterwijding. Hij behaalde zijn doctoraat aan de Pauselijke Antonianum Universiteit, een Franciscaanse universiteit in Rome (1995-1998).

### Priester
Spengler was docent aan het Franciscaanse Noviciaat in Rodeio, waar hij tevens meester van postulanten was (1990) en was docent voor postulanten en pastoor in Guaratinguetá (1991-1994). Hij werd hierna professor en vice-rector aan het São Boaventura instituut in Campo Largo (2000-2003), professor aan het São Boaventura instituut in Curitiba (2000-2003), en tevens religieus assistent bij de vrijwilligersorganisatie Federação Brasileira das Irmãs Concepcionistas (2001-2002). Hij was vervolgens lokaal superior en pastoor in de parochie Senhor Bom Jesus, in het aartsbisdom Curitiba (2004-2006).

### Bisschop en aartsbisschop
Op 10 november 2010 benoemde paus Franciscus Spengler tot hulpbisschop van Porto Alegre, en titulair bisschop van Patara. Zijn bisschopswijding ontving hij op 5 februari 2011 van aartsbisschop Lorenzo Baldisseri, apostolisch nuntius voor Brazilië. 
Hij diende als vicaris voor de regio Gravataí van het aartsbisdom Porto Alegre. Binnen de Braziliaanse bisschoppenconferentie was hij lid van de commissie voor gewijde ambten en bedieningen, was de verantwoordelijke bisschop voor de subcommissie voor gewijd leven, en was voorzitter van de regionale commissie van priesters voor de Kerkelijke regio Zuid III.
Op 18 september 2013 benoemde paus Franciscus Spengler tot aartsbisschop van Porto Alegre. Op 29 maart 2014 benoemde paus Franciscus hem tot lid van de dicasterie voor Instituten van Gewijd Leven en voor Gemeenschappen van Apostolisch Leven. Op 23 april 2015 werd hij verkozen tot voorzitter van de Kerkelijke regio Zuid III van de Braziliaanse bisschoppenconferentie voor de periode 2015-2019. In 2019 werd hij gekozen tot eerste-ondervoorzitter van de Braziliaanse bisschoppenconferentie voor de periode 2019-2023. Op 1 juni 2022 benoemde paus Franciscus hem tot lid van de dicasterie voor de Goddelijke Eredienst en de Regeling van de Sacramenten. Op 24 april 2023 werd hij gekozen tot voorzitter van de Braziliaanse bisschoppenconferentie voor de periode 2023-2027. Een maand later werd hij tevens verkozen tot voorzitter van de Latijns-Amerikaanse bisschoppenconferentie voor de periode 2023-2027.

### Kardinaal
Op 6 oktober 2024 kondigde paus Paus Franciscus aan dat Spengler tijdens het consistorie op 7 december 2024 kardinaal gecreëerd zal worden.